# L'antisemitismo: riflessioni sulla questione ebraica
L'antisemitismo: riflessioni sulla questione Ebraica è un libro scritto da Jean-Paul Sartre, pubblicato nel 1946. L'opera tratta della questione ebraica in Francia prima e durante lo svolgimento della seconda guerra mondiale. La tesi rivoluzionaria che l'autore ci propone è che l'antisemitismo non sia "caduto dal cielo", ma che si tratti dell'effetto di una trasmissione culturale. L'antisemitismo è quindi una posizione Culturale molto diffusa in Europa, in particolare in Germania, ed è il risultato di una lunga catena di menzogne e falsità che hanno ben attecchito in Europa.

## Edizioni in italiano
- Jean Paul Sartre, L'antisemitismo: riflessioni sulla questione ebraica, traduzione di I. Weiss, Edizioni di Comunità, Milano 1960
- Jean-Paul Sartre, L'antisemitismo: riflessioni sulla questione ebraica, introduzione di Filippo Gentili; traduzione di Ignazio Weiss, Arnoldo Mondadori, Milano 1990
- Jean-Paul Sartre, L'antisemitismo: riflessioni sulla questione ebraica, traduzione di Ignazio Weiss; con in appendice gli scritti di Franco Fortini, Bernard-Henri Lévy e Françoise Collin, SE, Milano 2015